# چانگشا آی‌اف‌اس
چانگشا آی‌اف‌اس (انگلیسی: Changsha IFS) ساختمان اداری ۹۵ طبقه مستقر در شهر چانگشا، هونان، چین است، که در سال ۲۰۱۸ احداث گردید.